# Jacques Meuris
Jacques Meuris, né à Liège le 13 juin 1923 et mort le 12 décembre 1993 à Ixelles, est un écrivain, photographe, critique d'art et poète belge.

## Biographie
Jacques Meuris a conçu son œuvre aux frontières de l'art, de la critique et de la poésie.
Il débute comme journaliste avant d'entrer à la Fédération des entreprises de Belgique où il assume la direction des publications. Critique d'art mais aussi poète, romancier, et photographe
Il fut un critique d'art régulier pour La Libre Belgique, Industrie et Coloquio/Artes.
Il fut professeur émérite à l’École supérieure des Arts visuels (La Cambre, Bruxelles), membre de la Libre Académie de Belgique, et l'un des animateurs de l'Association internationale des critiques d'art (AICA).

## Ouvrages
Jacques Meuris est l'auteur de plusieurs livres d'analyse sur certains peintres contemporains (dont Magritte, Delvaux, Mondrian). Il faisait figure "de plume avertie et intelligente".
- Van Gogh aujourd'hui, Éditions des Artistes, 1958
- Gaston Bertrand, Grif, 1970
- 7 dialogues avec Paul Delvaux, accompagné de 7 lettres, essai, Paris, Le Soleil Noir, 1971
- La machine et le monde des formes, Laconti, 1973
- Joseph Lacasse par lui-même, Fonds Mercator, Anvers, 1974 (avec Maurice Bilcke et Roger Bordier)
- Magritte, Nouvelles Éditions Française, 1988
- Arthur Grosemans, Collection Monographies d'artistes, Woluwe-St-Lambert, Éditions Mediatine, 1988
- Elpenor, la Méditerranée, La Louvière, Daily-Bul, 1988 (avec des photographies de l'auteur)
- René Magritte[5], Taschen, 1990
- Mondrian, Nouvelles Éditions Française, 1992
- Magritte et les mystères de la pensée, La Lettre volée, 1992
- James Turrell : la perception est le médium, La Lettre volée, 1995
- La pomme anamorphe et le cube glace, La Louvière, Le Daily Bul, 1984, 72 p. À propos de l’œuvre de Camille De Taeye.
- Jacques Meuris (préf.), Henri Ronse, Chris Christoffels, Camille De Taeye au Musée d'Ixelles, 1987.

## Vie privée
Jacques Meuris est marié à Fernande Duchâteau, qui a déposé l'ensemble des archives de son mari aux Archives et Musée de la littérature.